# Aeroportul Hisar
Aeroportul Hisar (IATA: HSS, ICAO: VIHR) este un aeroport din Hisar⁠(d), Hisar district⁠(d), Hisar division⁠(d), Haryana, India. Aeroportul a fost tranzitat în octombrie 2022 de 35 de pasageri. A fost deschis în 1965.
Situat la o altitudine de 213 m, aeroportul dispune de o singură pistă.